# Shanghai Restoration Project
Shanghai Restoration Project, ou TSRP, é um grupo contemporâneo de música eletrônica formado pelo produtor estadunidense Dave Liang. O grupo, que teve seu nome inspirado nas bandas de jazz de Shanghai da década de 1930, combina o instrumental tradicional da China com hip hop e música eletrônica.

## Discografia
- The Shanghai Restoration Project (2006)
- Reinterpretations (2006)
- Instrumentals (2006)
- Remixed and Restored Vol. 1 (2007)
- Story of a City (2008)
- Zodiac (álbum)|Zodiac (2009)
- Afterquake w/ Abigail Washburn (2009)
- eXpo, com Neocha (2010, Undercover Culture Music & Neocha)
- Little Dragon Tales: Chinese Children's Songs (2011, Cheng & Tsui)
- Himalaya Song com Gingger Shankar (2012, Dream Louder & Undercover Culture Music)
- Pictures in Motion (2013, Undercover Culture Music)
- The Classics, com Zhang Le (2014, Undercover Culture Music)
- What's up with That?, com Lei Lei (2016, Undercover Culture Music)